# Sorina Nwachukwu
Sorina Nwachukwu (* 21. August 1987 in Witten) ist eine deutsche Sprinterin.
Die Tochter eines nigerianischen Leichtathleten und Fußballers und einer Deutschen wuchs in Eschweiler auf, wo sie bei der LSG Eschweiler ihre Karriere begann. Seit 2002 startet sie für TSV Bayer 04 Leverkusen.
Bei den Juniorenweltmeisterschaften 2004 in Grosseto wurde die 400-Meter-Läuferin mit der deutschen 4-mal-400-Meter-Staffel Vierte, zwei Jahre später belegte sie bei den Juniorenweltmeisterschaften in Peking mit der Staffel den sechsten Platz.
Nach mehreren Meistertiteln im Jugend- und Juniorenbereich wurde Nwachukwu 2007 mit der Leverkusener 4-mal-400-Meter-Staffel erstmals im Erwachsenenbereich Deutsche Meisterin. 2008 wiederholte sie den Titelgewinn mit der Vereinsstaffel sowohl in der Halle als auch bei den Freiluftmeisterschaften.
Zudem wurde sie im Einzelwettbewerb über 400 Meter Dritte und qualifizierte sich damit für die deutsche Staffel bei den Olympischen Spielen in Peking, mit der sie Platz acht erreichte. Sie gehörte zusammen mit Denise Hinrichs, Janin Lindenberg, Michael Schrader, Raúl Spank und Raphael Holzdeppe zu den sechs Sportlern im Aufgebot für Peking, die bereits 2006 an den Juniorenweltmeisterschaften in Peking teilgenommen hatten.
Bei den Weltmeisterschaften 2009 in Berlin kam Nwachukwu ins Halbfinale über 400 Meter, wo sie als Sechste ihres Laufs ausschied. Im gleichen Jahr wurde sie zuvor erstmals Deutsche Meisterin über 400 Meter der Frauen. Ihre Bestzeit über 400 Meter liegt bei 51,53 s, gelaufen bei den Deutschen Meisterschaften 2009 in Ulm.
Sorina Nwachukwu hat bei einer Körpergröße von 1,75 m ein Wettkampfgewicht von 61 kg.